# Betty Gosau
Betty Gosau geborene Kiemer (* 16. Februar 1909 in Blankenese; † 29. Dezember 1999 in Hamburg) war eine deutsche Politikerin der CDU und Mitglied der Hamburgischen Bürgerschaft.

## Leben und Politik
Betty Gosau war Verkäuferin und Hausfrau. Sie war verheiratet. Von Ende 1944 bis Ende April 1945 war sie wegen „Wehrkraftzersetzung“ inhaftiert.
Gosau wurde vom englischen Stadtkommandanten für Hamburg, dem General Armitage in die Ernannte Bürgerschaft berufen. Sie sollte dort die Interessen der berufstätigen Frauen vertreten. Von Februar bis zum Juni 1946 gehörte sie der Fraktion der Parteilosen an. Im Juni 1946 wechselte sie zur CDU-Fraktion. Wie viele andere Mitglieder schied sie zum Ende der Ernannten Bürgerschaft im Oktober 1946 aus dem Parlament aus.
Betty Gosau wurde auf dem Blankeneser Friedhof beigesetzt, Grablage: A 296.